# Fluger Károly
Fluger Károly (Beszterce, 1833. – Beszterce, 1903. július 13.) országgyűlési képviselő.

## Életpályája
Tanulmányai után 1854-ben szülővárosában volt gyakornok. 1856-ban Grazba küldték, ahol másfél évet tartózkodott. 1861-ben Beszterce és vidéke hatósága tanácsosa lett. 1863-ban mint a vidék küldöttje ő felségénél járt a tűzvész pusztitása által nagy kárt szenvedett város anyagi érdekeinek képviseletében, mely érdekekkel hírlapilag is foglalkozott. 1865–1866 között részt vett az utolsó kolozsvári képviselői gyűlésen. 1867–1868 között a szász egyetem gyűlésein volt jelen. 1869-ben Besztercét és vidékét képviselte a pesti országgyűlésen, mint a Deák-párt tagja. A biróságok szervezésekor besztercei törvényszéki bíró lett, otthagyta a törvényhozás termét és 1876-ban átvette a besztercei járásbíróság vezetését. 1884-ben országgyűlési képviselővé választották a szabadelvű párt tagjaként.